# Leichtathletik-Weltmeisterschaften 2019/Teilnehmer (Republik Kongo)
| Gelbes Symbol für Goldmedaillen mit stilisierten Olympischen Ringen | Graues Symbol für Silbermedaillen mit stilisierten Olympischen Ringen | Braundes Symbol für Bronzemedaillen mit stilisierten Olympischen Ringen |
| ------------------------------------------------------------------- | --------------------------------------------------------------------- | ----------------------------------------------------------------------- |
| —                                                                   | —                                                                     | —                                                                       |

Der Leichtathletikverband der Republik Kongo nahm an den Leichtathletik-Weltmeisterschaften 2019 in Doha teil. Zwei Athletinnen und Athleten wurden vom kongolesischen Verband nominiert.

## Ergebnisse

### Frauen

#### Laufdisziplinen
| Athletin              | Disziplin | Vorlauf | Vorlauf | Halbfinale | Halbfinale | Finale | Finale |
| Athletin              | Disziplin | Zeit    | Platz   | Zeit       | Platz      | Zeit   | Platz  |
| --------------------- | --------- | ------- | ------- | ---------- | ---------- | ------ | ------ |
| Natacha Ngoye Akamabi | 200 m     | DSQ V   | DSQ V   | –          | –          | –      | –      |

### Männer

#### Sprung/Wurf
| Athlet        | Disziplin   | Qualifikation | Qualifikation | Finale     | Finale |
| Athlet        | Disziplin   | Weite/Höhe    | Platz         | Weite/Höhe | Platz  |
| ------------- | ----------- | ------------- | ------------- | ---------- | ------ |
| Franck Elemba | Kugelstoßen | 19,76 m SB    | 29            | DNQ        | DNQ    |